# William Blair-Bell
William Blair-Bell FRCS (nacido Bell, 1871 –  25 de enero de 1936) fue un médico británico, cofundador del Royal College of Obstetricians and Gynecologists. Fue objeto de una biografía por Sir John H. Peel.
Realizó estudios de B.Sc. en la Rossall School.

## Honores

### Eponimia
- Medalla Blair-Bell nombrada en su honor.[6]